# Chimerica

Chimerica

Chimerica je neologismus, který vytvořili Niall Ferguson a Moritz Schularick. Popsali jím symbiotický vztah mezi Čínou (China) a Spojenými státy americkými (America). Výraz rovněž odkazuje na legendární Chiméru.

## Původ
Poprvé jej použili historik Niall Ferguson a ekonom Moritz Schularick v roce 2006, kdy tvrdili že spoření Číny a přílišné utrácení Američanů vedlo k neuvěřitelné době vytváření bohatství, která přispěla ke světové finanční krizi v letech 2007–2008. Po dlouhou dobu Čína hromadila velké měnové rezervy, které pak půjčovala Spojeným státům, čímž držela americké úrokové sazby uměle nízko. Ferguson popisuje Chimericu jako jednu ekonomiku, která čítá přes 13 % světové rozlohy, čtvrtinu populace a třetinu HDP a někde také více než polovinu globálního ekonomického růstu v posledních 6 letech.
Pojem se stal známým díky Fergusonově knize Vzestup peněz (The Ascent of Money) a četným novinovým článkům. Ferguson je toho názoru, že lehký přístup amerických podniků a domácností k čínskému kapitálu byl zásadní příčinou rozmachu ekonomiky na počátku 21. století, protože hedge fondy a společnosti Private Equity tak mohly využívat většího pákového efektu. Zároveň čínská centrální banka držela kurz jüanu nízko díky rozsáhlým nákupům amerických státních dluhopisů, což pomáhalo čínskému exportně založenému hospodářství.